# Tony Award/Bestes Musicallibretto
Mit dem Tony Award für das beste Musicallibretto wird der Autor eines Musicallibrettos geehrt. Das Libretto (engl. book) umfasst den gesprochenen, nicht gesungenen Text eines Musicals. Der Librettist ist also für die Gesamthandlung und den dramaturgischen Aufbau eines Musicals verantwortlich, im Gegensatz zum Songtexter, der lediglich die gesungenen Texte (engl. lyrics) schreibt. (Eine frühere, gelegentlich verwendete Bezeichnung für diese Kategorie war Bester Autor eines Musicals („Best Author of a Musical“)).
Nominierbar in dieser Kategorie sind nur solche Musicals, die eine gewisse erzählerische Rahmenhandlung aufweisen; Revuen ohne durchgängige Handlung sind ausgeschlossen. Wiederaufnahmen älterer Musicals dürfen nur dann nominiert werden, wenn für die neue Produktion ein neues Libretto geschrieben wurde.
Der Tony Award für das beste Musicallibretto ging bisher an:

## 1947–1949
- 1949 Kiss Me, Kate von Samuel Spewack und Bella Spewack

## 1950–1959
- 1950 South Pacific von Oscar Hammerstein und Joshua Logan
- 1951 Guys and Dolls von Jo Swerling und Abe Burrows
- 1952 keine Auszeichnung vergeben
- 1953 keine Auszeichnung vergeben
- 1954 keine Auszeichnung vergeben
- 1955 keine Auszeichnung vergeben
- 1956 keine Auszeichnung vergeben
- 1957 keine Auszeichnung vergeben
- 1958 keine Auszeichnung vergeben
- 1950 keine Auszeichnung vergeben

## 1960–1969
- 1960 keine Auszeichnung vergeben
- 1961 keine Auszeichnung vergeben
- 1962 How to Succeed in Business Without Really Trying von Abe Burrows, Jack Weinstock und Willie Gilbert
- 1963 Toll trieben es die alten Römer von Bert Shevelove und Larry Gelbart
- 1964 Hello, Dolly! von Michael Stewart
- 1965 Anatevka von Joseph Stein
- 1966 keine Auszeichnung vergeben
- 1967 keine Auszeichnung vergeben
- 1968 keine Auszeichnung vergeben
- 1969 keine Auszeichnung vergeben

## 1970–1979
- 1970 keine Auszeichnung vergeben
- 1971 Company von George Furth
- 1972 Two Gentlemen of Verona von John Guare und Mel Shapiro
- 1973 A Little Night Music von Hugh Wheeler
- 1974 Candide von Hugh Wheeler
- 1975 Shenandoah von James Lee Barrett, Peter Udell und Phillip Rose
- 1976 A Chorus Line von James Kirkwood junior und Nicholas Dante
- 1977 Annie von Thomas Meehan
- 1978 On The Twentieth Century von Betty Comden und Adolph Green
- 1979 Sweeney Todd von Hugh Wheeler

## 1980–1989
- 1980 Evita von Tim Rice
- 1981 Woman of the Year von Peter Stone
- 1982 Dreamgirls von Tom Eyen
- 1983 Cats von T. S. Eliot
- 1984 La Cage aux Folles von Harvey Fierstein
- 1985 Big River von William Hauptman
- 1986 The Mystery of Edwin Drood von Rupert Holmes
- 1987 Les Misérables von Alain Boublil und Claude-Michel Schönberg
- 1988 Into the Woods von James Lapine
- 1989 Keine Auszeichnung vergeben

## 1990–1999
- 1990 City of Angels von Larry Gelbart
- 1991 The Secret Garden von Marsha Norman
- 1992 Falsettos von William Finn und James Lapine
- 1993 Kuss der Spinnenfrau von Terrence McNally
- 1994 Passion von James Lapine
- 1995 Sunset Boulevard von Don Black und Christopher Hampton
- 1996 Rent von Jonathan Larson und John LaChiusa
- 1997 Titanic von Peter Stone
- 1998 Ragtime von Terrence McNally
- 1999 Parade von Alfred Uhry

## 2000–2009
- 2000 James Joyce's The Dead von  Richard Nelson
- 2001 The Producers von Mel Brooks und Thomas Meehan
- 2002 Pinkelstadt von Greg Kotis
- 2003 Hairspray von Mark O’Donnell und Thomas Meehan
- 2004 Avenue Q von Jeff Whitty
- 2005 The 25th Annual Putnam County Spelling Bee von Rachel Sheinkin
- 2006 The Drowsy Chaperone von Bob Martin und Don McKellar
- 2007 Spring Awaking von Steven Sater
- 2008 Passing Strange von Stew
- 2009 Billy Elliot von Lee Hall

## 2010–2019
- 2010 Memphis von Joe DiPietro
- 2011 The Book of Mormon von Trey Parker, Robert Lopez und Matt Stone
- 2012 Once von Enda Walsh
- 2013 Matilda von Dennis Kelly
- 2014 A Gentleman's Guide to Love and Murder von Robert L. Freedman
- 2015 Fun Home von Lisa Kron
- 2016 Hamilton von Lin-Manuel Miranda
- 2017 Dear Evan Hansen von Steven Levenson
- 2018 The Band’s Visit von Itamar Moses
- 2019 Tootsie von Robert Horn

## Seit 2020
- 2020/2021 Jagged Little Pill von Diablo Cody
- 2022 A Strange Loop von Michael R. Jackson
- 2023 Kimberly Akimbo von David Lindsay-Abaire
- 2024 Suffs von Shaina Taub